# Piranie (film)
Piranie (wł. La paranza dei bambini) – włoski dramat filmowy z 2019 roku w reżyserii Claudio Giovannesiego, zrealizowany na podstawie powieści Roberto Saviano La paranza dei bambini.
Film miał swoją światową premierę 12 lutego 2019 w konkursie głównym na 69. MFF w Berlinie, gdzie nagrodzony został Srebrnym Niedźwiedziem za najlepszy scenariusz. Na ekrany kin w Polsce obraz wszedł 23 sierpnia 2019.

## Fabuła
Słowo paranza, użyte we włoskim tytule, oznacza w dialekcie neapolitańskim zarówno grupę uzbrojonych kamorystów, jak i ławicę młodych ryb, które zwabione światłem, dają się złapać do sieci. Neapol, Rione Sanità, czasy współczesne. Piętnastolatek wraz z grupą kolegów postanawia skończyć z systemem haraczy, które muszą opłacać sklepikarze i rzemieślnicy jego dzielnicy szefom kamorry.

## Obsada
W filmie wystąpili m.in.:
- Francesco Di Napoli jako Nicola
- Viviana Aprea jako Letizia
- Alfredo Turitto jako Biscottino
- Artem Tkachuk jako Tyson
- Carmine Pizzo jako Limone
- Ciro Pellechia jako Lollipop
- Ciro Vecchione jako 'O Russ
- Luca Nacarlo jako Cristian
- Mattia Piano Del Balzo jako Briatò
- Pasquale Marotta jako Agostino Striano
- Valentina Vannino jako Nicola's mother
- Adam Jendoubi jako Aucelluzzo